# Izumo
Izumo (Japans: 出雲市,Izumo-shi) is een stad in de Japanse prefectuur Shimane, een van de dunst bevolkte prefecturen. De stad is bekend om haar Izumo sobanoedels en het Izumo-taisha shintoschrijn.
In haar huidige staat bestaat Izumo sinds 3 november 1941. In 2003 had de stad 87.940 inwoners en een bevolkingsdichtheid van 510,30 inw./km². De oppervlakte van de gemeente bedroeg 172,33 km².
Op 22 maart 2005 werd de stad samengevoegd met de stad Hirata en de gemeenten Koryo, Sada, Taisha en Taki uit het district Hikawa, om samen de stad Izumo te vormen.
In 2008 had de samengevoegde stad 146.115 inwoners en een bevolkingsdichtheid van 269 inw./km². De oppervlakte van de gemeente bedroeg 543,48 km².

## Fusies
- Op 1 oktober 2011 is de gemeente Hikawa van het district Hikawa aangehecht bij Izumo. Het district Hikawa is na deze fusie verdwenen.[1]

## Stedenband
De stad heeft vriendschapsbanden met :
- Santa Clara in de Verenigde Staten

(1986)
- Hanzhong in de Volksrepubliek China (1996)
- Évian-les-Bains in Frankrijk (2002)
- Kalajoki in Finland (2003)